# NGC 2715
NGC 2715 est une galaxie spirale intermédiaire située dans la constellation de la Girafe.  NGC 2715 a été découverte par l'astronome français Alphonse Borrelly en 1871.

## Caractéristiques
La classe de luminosité de NGC 2715 est III et elle présente une large raie HI.

### Distance
Sa vitesse par rapport au fond diffus cosmologique est de 1 344 ± 2 km/s, ce qui correspond à une distance de Hubble de 19,8 ± 1,4 Mpc (∼64,6 millions d'al).
À ce jour, une douzaine de mesures non basées sur le décalage vers le rouge (redshift) donnent une distance de 20,242 ± 3,489 Mpc (∼66 millions d'al), ce qui est à l'intérieur des valeurs de la distance de Hubble.

### Classification
Le professeur Seligman et Wolfgang Steinicke classent cette galaxie comme une spirale intermédiaire, mais on ne voit pas de barre sur l'image de l'étude DSS. La classification de spirale intermédiaire donnée par la base de données NASA/IPAC semble convenir mieux à cette galaxie. 

## Trou noir supermassif
Selon un article basé sur les mesures de luminosité de la bande K de l'infrarouge proche du bulbe de NGC 2715, on obtient une valeur de 106,2 {\displaystyle M_{\odot }} (1,6 million de masses solaires) pour le trou noir supermassif qui s'y trouve.

## Supernova
La supernova SN 1987N a été découverte dans NGC 2715 le 21 septembre 1987 par l'astronome hongrois Miklós Lovas. Cette supernova était de type Ib.

## Groupe de NGC 2655
NGC 2715 fait partie du groupe de NGC 2655. Les autres galaxies de ce groupe sont NGC 2591, NGC 2748 de même que les galaxies UGC 4466, UGC 4701 et UGC 4714. Cinq de ces huit galaxies sont aussi indiquées sur le site de Richard Powell, « Un Atlas de L'univers ».